# Путаоски мунтжак
Путаоският мунтжак (Muntiacus putaoensis) е представител на семейство Еленови открит през 1997 г. в Северен Мианмар. ДНК-анализ потвърждава статута му на отделен вид. Височината му в холката е под 50 cm., което го прави един от най-дребните Мунтжаки. За него се знае твърде малко.